# مريم (مسلسل تركي)
مريم (بالتركية: Meryem)‏ هو مسلسل تركي من إنتاج شركة TMC Film يعرض علئ قناة كانال دي من إخراج مصطفى شوقي دوغان تم عرض أول حلقة بتاريخ 2 أغسطس 2017 وهي قصة خيالية.

## قصة المسلسل
يتحدث المسلسل عن قصة فتاة تدعئ مريم قامت بأداء الدور الممثلة آيتشا آيشين توران والتي جسدت شخصية فتاة تعمل بمقهئ وتعود لتساعد والدها بمخبزه لإعداد الفطائر وتسكن في حي شعبي، لديها حبيب يدعئ أوكتاي الذي قام بتمثيل دوره الممثل Cemal Toktaş وهو بدوره شاب يدرس بكليه الحقوق يطمح ليكون نائب، مريم ساعدته مادياً ومعنوياً ليصبح ما هو عليه لكنه كان يخون مريم مع بيليز وهي زميلته من كلية الحقوق قامت بأداء دورها الممثلة Bestemsu Özdemir عندما قرر أوكتاي أن يخبر مريم ويعترف لها بكل شيء تعرض هو ومريم لحادث سير قلب الأمور رأساً علئ عقب. 
ومن هنا تبدأ القصة وتتداخل الأحداث وترتبط مع باقي الأبطال الآخرين حيث أن أوكتاي أصطدم بسيفينش حبيبة سافاش الذي قام بأداء دورة الممثل Furkan Andıç وكانت أيضاً حامل من سافاش الذي كان يستعد لعرض الزواج عليها لكن الحادث حطم
أحلامه، كان اوكتاي علئ علم أنه أصطدم بسيفينش لكنه تركها وذهب ولم يخبر مريم بأنهم أصطدمو بالفتاة وأكتفئ بقول أنه برميل عندما تتقدم الأحداث ويتم البحث عن الجاني تعلم مريم ولكن من شدة حبها لأوكتاي تتحمل العقوبة دون علمها بالجناية الذي قام با أوكتاي
وتقول بأنها هي من تسببت الحادث تجري الأحداث يبدأ سافاش بالشك بمريم ويبدأ بملاحقه الحقيقة بمساعدة جوشلو صديقة الذي قام بأداء دوره الممثل Kenan Acar وأم جوشلو جولمسار وأخت سافاش ناز الذي قامت بأداء دورها الممثلة Türkü Turan .
| أسم الممثل في المسلسل: | الدور والتأثير: | أسم الممثل الحقيقي: |
| مريم                   | البطله | عايشة ايشان توران   |
| توران                  | صديق والد مريم يساعدها كثيرا | تكين تميل           |
| إيليف                  | صديقه مريم من حيها | ايدان               |
| سلمئ                   | صديقة لمريم من بعد عداوة ومحاولة توريط وقتل مقابل المال                                                                                | جولدان افسار أوغلو  |
| عارف                   | هو والد مريم | موتلو جونايىآ       |
| سافاش سارجول           | البطل | فوركان أنديش        |
| سيفينش                 | حبيبة سافاش | سيزجي سينا أكاي     |
| جوشلو                  | صديق سافاش وتربئ معه منذ الصغر بسبب عمل أمه في منزلهم وهو اليد اليمين لسافاش                                                           | كنان أكار           |
| جولمسار                | أم جوشلو ومربيه ناز وسافاش | اوغور ديميربهلفان   |
| بورجو أكتار            | شرطيه صادقه جداً تعمل بأمانه وصدق لا تتغاضئ عن الخطأ لها تأثير في قضيه مريم                                                             | سيريناي أكتاش       |
| يوردال سارجول          | أبو سافاش | أوغور جافوش         |
| تولين                  | زوجة يوردال سارجول | سيما اوزترك         |
| ناز سارجول             | أخت سافاش | بيستي كانار         |
| ديرين باركار           | صديقه سافاش منذ الطفوله بحيث أن عمها ووالدها لهم علاقات مع ولد سافاش تحاول إيقاع سافاش بحبها تخفي العديد من الأسرار عن سافاش لأجل حبها | عايش توبال اوغلو    |
| رضا                    | مساعد والد سافاش | سونات دورسون        |
| أوكتاي شاهين           | هو مدعي أنه حبيب مريم يعمل كنائب للولايه التركيه                                                                                       | كمال توكتاش         |
| بليز بيلين             | محاميه ناجحه وغنيه صديقه أوكتاي بالكليه وحبيبته السريه بطلب من أوكتاي تساعده في أكاذيبه والتخطيط معه                                   | بيستيمسو أوزدمير    |
| نوران                  | أم أوكتاي وتأذي مريم كثيرا | ايتان اونوج اوغلو   |
| شريقة                  | جدة أوكتاي طيبة جدا وتحب مريم | غير معروف           |
| أرتان                  | شرطي يستخدم وظيفته لأعمال خارجه عن المسمئ الوظيفي مقابل المال ويساعد أوكتاي                                                            | نجمي                |

## روابط خارجية
- مسلسل مريم على موقع IMDb (الإنجليزية)
- مسلسل مريم على موقع كينوبويسك (الروسية)
- مسلسل مريم على موقع قاعدة بيانات الفيلم (الإنجليزية)